# Jasmin Schornberg
Jasmin Schornberg (Lippstadt, 7 de abril de 1986) es una deportista alemana que compite en piragüismo en la modalidad de eslalon.
Ganó once medallas en el Campeonato Mundial de Piragüismo en Eslalon entre los años 2006 y 2022, y diez medallas en el Campeonato Europeo de Piragüismo en Eslalon entre los años 2007 y 2019.
Participó en los Juegos Olímpicos de Londres 2012, ocupando el quinto lugar en la prueba de K1 individual.

## Palmarés internacional
| Campeonato Mundial | Campeonato Mundial             | Campeonato Mundial | Campeonato Mundial |
| Año                | Lugar                          | Medalla            | Competición        |
| ------------------ | ------------------------------ | ------------------ | ------------------ |
| 2006               | Praga (República Checa)        | Medalla de bronce  | K1 por equipos     |
| 2007               | Foz do Iguaçu (Brasil)         | Medalla de oro     | K1 por equipos     |
| 2009               | Seo de Urgel (España)          | Medalla de oro     | K1 individual      |
| 2009               | Seo de Urgel (España)          | Medalla de bronce  | K1 por equipos     |
| 2010               | Liubliana (Eslovenia)          | Medalla de plata   | K1 por equipos     |
| 2011               | Bratislava (Eslovaquia)        | Medalla de bronce  | K1 por equipos     |
| 2013               | Praga (República Checa)        | Medalla de plata   | K1 por equipos     |
| 2013               | Praga (República Checa)        | Medalla de bronce  | K1 individual      |
| 2017               | Pau (Francia)                  | Medalla de oro     | K1 por equipos     |
| 2018               | Río de Janeiro (Brasil)        | Medalla de plata   | K1 por equipos     |
| 2022               | Augsburgo (Alemania)           | Medalla de oro     | K1 por equipos     |
| Campeonato Europeo |                                |                    |                    |
| Año                | Lugar                          | Medalla            | Competición        |
| 2007               | Liptovský Mikuláš (Eslovaquia) | Medalla de oro     | K1 por equipos     |
| 2008               | Cracovia (Polonia)             | Medalla de oro     | K1 por equipos     |
| 2009               | Nottingham (Reino Unido)       | Medalla de bronce  | K1 por equipos     |
| 2010               | Bratislava (Eslovaquia)        | Medalla de oro     | K1 por equipos     |
| 2012               | Augsburgo (Alemania)           | Medalla de oro     | K1 por equipos     |
| 2016               | Liptovský Mikuláš (Eslovaquia) | Medalla de plata   | K1 por equipos     |
| 2018               | Praga (República Checa)        | Medalla de oro     | K1 por equipos     |
| 2019               | Pau (Francia)                  | Medalla de plata   | K1 por equipos     |
| 2019               | Pau (Francia)                  | Medalla de plata   | C1 por equipos     |
| 2019               | Pau (Francia)                  | Medalla de bronce  | K1 individual      |